# Chất chống ăn mòn
Chất chống ăn mòn hay chất ức chế ăn mòn là một hợp chất dùng để trộn vào một chất lỏng hoặc chất khí, làm giảm tốc độ ăn mòn của một vật liệu, thường là một kim loại hoặc hợp kim. Hiệu quả của một chất ức chế ăn mòn phụ thuộc vào thành phần chất lỏng, lượng nước, và chế độ dòng chảy. Một cơ chế chung để ức chế sự ăn mòn bao gồm sự hình thành một lớp bao phủ, thường là một lớp thụ động, ngăn cản sự xâm nhập của chất ăn mòn vào kim loại. Các phương pháp xử lý vĩnh viễn như mạ crôm thường không được coi là chất ức chế. Thay vào đó, chất ức chế ăn mòn là các phụ gia thêm vào chất lỏng bọc quanh kim loại hoặc đối tượng cần bảo vệ.
Chất chống ăn mòn rất phổ biến trong công nghiệp, và cũng được tìm thấy trong các sản phẩm bán sẵn, thường ở dạng phun kết hợp với chất bôi trơn và đôi khi là dầu thâm nhập.

## Phân loại

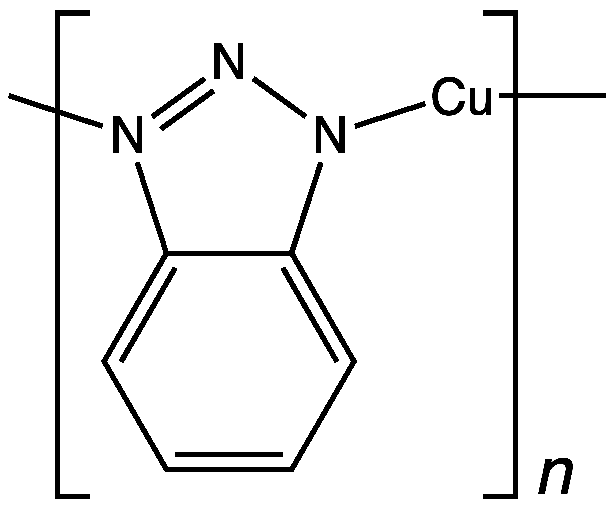
Benzotriazole ức chế sự ăn mòn của đồng bằng cách tạo thành một lớp polymer có tính trơ trên bề mặt kim loại

Bản chất của chất ức chế ăn mòn phụ thuộc vào (i) vật liệu đang được bảo vệ, thường là vật bằng kim loại, và (ii) đối với (các) tác nhân ăn mòn được vô hiệu hóa. Các chất ăn mòn nói chung là oxy, hydro sulfide, và cacbon dioxide. Oxy thường được loại bỏ bởi các chất ức chế giảm thiểu như amin và hydrazin:
O2 + N2H4 → 2 H2O + N2
Trong ví dụ này, hydrazine chuyển đổi oxy, một chất ăn mòn thông thường, thành nước, nói chung là lành tính. Các chất ức chế liên quan đến ăn mòn oxy là hexamine, phenylenediamine, và dimethylethanolamine, và dẫn xuất của chúng. Chất chống oxy hóa như là các sulfide và axit ascorbic cũng được sử dụng. Một số chất ức chế ăn mòn tạo thành lớp phủ thụ động trên bề mặt bằng sự hấp thụ hóa học. Benzotriazole là một trong những loài được sử dụng để bảo vệ đồng. Đối với bôi trơn, kẽm dithiophotphat là phổ biến - chúng lưu lại sulfide trên bề mặt.
Sự phù hợp của việc chống ăn mòn của bất kỳ hóa chất nhất định cho một công việc cụ thể phụ thuộc vào nhiều yếu tố, bao gồm cả nhiệt độ khi hoạt động.